# Boor jezik
Boor jezik (bwara, damraw; ISO 639-3: bvf), afrazijski jezik čadske skupine kojim govori još 100 ljudi (1999 SIL) u čadskoj regiji Chari-Baguirmi, departman Loug-Chari.
Klasificira se užoj istočnoj skupini, a po nekima dijalekt je jezika miltu [mlj]. Članovi etničke grupe govore i bagirmi [bmi].

## Vanjske poveznice
- Ethnologue (14th)
- Ethnologue (15th)